# Вінстонвілл (Міссісіпі)
Вінстонвілл (англ. Winstonville) — місто (англ. town) в США, в окрузі Болівар штату Міссісіпі. Населення — 153 особи (2020).

## Географія
Вінстонвілл розташований за координатами 33°54′44″ пн. ш. 90°45′10″ зх. д. / 33.91222° пн. ш. 90.75278° зх. д. (33.912292, -90.752884).  За даними Бюро перепису населення США в 2010 році місто мало площу 0,76 км², уся площа — суходіл.

## Демографія
Згідно з переписом 2010 року, у місті мешкала 191 особа в 87 домогосподарствах у складі 49 родин. Густота населення становила 250 осіб/км².  Було 96 помешкань (126/км²).
Расовий склад населення:
| - 99,5 % — чорних або афроамериканців - 0,5 % — білих |

До двох чи більше рас належало 0,0 %. Частка іспаномовних становила 0,0 % від усіх жителів.
За віковим діапазоном населення розподілялося таким чином: 16,8 % — особи молодші 18 років, 63,3 % — особи у віці 18—64 років, 19,9 % — особи у віці 65 років та старші. Медіана віку мешканця становила 47,1 року. На 100 осіб жіночої статі у місті припадало 76,9 чоловіків;  на 100 жінок у віці від 18 років та старших — 84,9 чоловіків також старших 18 років.
Середній дохід на одне домашнє господарство  становив 28 560 доларів США (медіана — 19 306), а середній дохід на одну сім'ю — 36 854 долари (медіана — 44 375). Медіана доходів становила 31 250 доларів для чоловіків та 23 750 доларів для жінок. За межею бідності перебувало 43,5 % осіб, у тому числі 62,1 % дітей у віці до 18 років та 67,4 % осіб у віці 65 років та старших.
Цивільне працевлаштоване населення становило 52 особи. Основні галузі зайнятості: освіта, охорона здоров'я та соціальна допомога — 40,4 %, транспорт — 17,3 %, публічна адміністрація — 11,5 %, виробництво — 11,5 %.